# The Vampire Chronicles
The Vampire Cronicles je drugi album black metal grupe Theatres Des Vampires.

## Popis skladbi
1. "Preludium" - 03:30
2. "Enthrone The Dark Angel" - 05:25
3. "Thule" - 04:58
4. "Throne Of Dark Immortals" - 04:10
5. "Woods Of Valacchia Part 2 - The Revelation" - 04:55
6. "When The Wolves Cry" - 04:58
7. "Exorcism" - 05:16
8. "Carpathian Spells" - 03:55
9. "Cursed" - 05:23
10. "The Coven" - 06:24